# Cyrille Guimard
Cyrille Guimard (* Bouguenais, 20 de enero de 1947). Fue un ciclista francés, profesional entre 1968 y 1976, que tras su retirada siguió vinculado al ciclismo como director deportivo de varios equipos ciclistas. En la actualidad dirige al equipo Roubaix Lille Métropole.

## Ciclista
Como ciclista profesional sus mayores éxitos deportivos los logró en el Tour de Francia donde además de lograr 7 victorias de etapa en sus distintas participaciones lograría la clasificación de combatividad y liderar la prueba durante ocho días en la edición de 1972.
En la Vuelta a España lograría 2 victorias de etapa, la clasificación por puntos y de la combinada en la edición de 1971.

## Director deportivo
Tras su retirada como ciclista profesional, en 1976, inició su carrera como director deportivo dirigiendo sucesivamente al Gitane-Campagnolo, al Renault-Gitane, al Système U, al Castorama y al Cofidis. En estos equipos tendría bajo sus órdenes a ciclistas de la talla de Lucien Van Impe, Bernard Hinault, Laurent Fignon, Greg Lemond, Charly Mottet, Marc Madiot y Lance Armstrong con los que lograría 7 Tours de Francia. Hoy en día dirige al modesto equipo francés Roubaix Lille Métropole.

## Palmarés

### Pista
1969
- 2.º en el Campeonato de Francia de omnium

1970
- Campeón de Francia de Velocidad

1972
- Seis días de Grenoble con Alain Van Lancker

### Ciclocrós
1976
- Campeonato de Francia de Ciclocrós

### Ruta
| 1966 - 1 etapa de la Ruta de Francia 1967 - 3 etapas del Tour del Porvenir 1968 - Génova-Niza - 1 etapa de la París-Luxemburgo 1969 - 2 etapas del Gran Premio de Midi Libre - Génova-Niza 1970 - 1 etapa en el Tour de Francia y la clasificación de los esprints intermedios - 2.º en el Campeonato de Francia en Ruta - Gran Premio de Antibes - 1 etapa del Tour d'Indre-et-Loire 1971 - 2 etapas en la Vuelta a España, más clasificación por puntos , clasificación de la combinada y Clasificación de las metas volantes - 1 etapa de la Vuelta al País Vasco - 3.º en el Campeonato Mundial en Ruta - 3.º en el Campeonato de Francia en Ruta 1972 - Gran Premio de Midi Libre, más 2 etapas - 4 etapas en el Tour de Francia, más clasificación de la combatividad - 3.º en el Campeonato Mundial en Ruta - París-Bourges - Tour de l'Oise, más 1 etapa - 1 etapa de la Semana Catalana - 1 etapa de la Dauphiné Libéré - 1 etapa del Tour de Luxemburgo - 2 etapas del Tour d'Indre-et-Loire | 1973 - 1 etapa en el Tour de Francia - 1 etapa de la Dauphiné Libéré - 1 etapa del Tour d'Indre-et-Loire 1974 - 1 etapa del Tour de Francia - 1 etapa de la París-Niza - 1 etapa del Étoile des Espoirs - 1 etapa del Tour de l'Aude - 1 etapa de la Estrella de Bessèges 1975 - 1 etapa de la Estrella de Bessèges - 1 etapa del Tour del Mediterráneo - Gran Premio de Plouay |

## Resultados en las grandes vueltas
| Carrera         | 1970 | 1971 | 1972 | 1973 | 1974 |
| --------------- | ---- | ---- | ---- | ---- | ---- |
| Giro de Italia  | -    | -    | -    | -    | -    |
| Tour de Francia | 62.º | 7.º  | Ab.  | Ab.- | Ab.  |
| Vuelta a España | -    | 12º  | -    | -    | -    |